# Nguyễn Minh Đức (cầu thủ bóng đá)
Nguyễn Minh Đức (sinh ngày 14 tháng 9 năm 1983) là một cầu thủ bóng đá người Việt Nam chơi ở vị trí trung vệ hiện đã giải nghệ. Anh từng là đội trưởng của đội tuyển quốc gia Việt Nam.
Hiện tại, anh đang làm công tác huấn luyện đội trẻ Câu lạc bộ bóng đá Sông Lam Nghệ An với tư cách là HLV phó với Phạm Văn Quyến tại U-17 Sông Lam Nghệ An.

## Danh hiệu

### Câu lạc bộ
Sài Gòn Xuân Thành
- Vô địch Giải bóng đá hạng nhất quốc gia Việt Nam 2011.

Sông Lam Nghệ An
- Vô địch Giải bóng đá Cúp Quốc gia 2017

### Đội tuyển Việt Nam
- Vô địch AFF Suzuki Cup 2008